# Acalolepta socia
Acalolepta socia är en skalbaggsart som först beskrevs av Charles Joseph Gahan 1888.  Acalolepta socia ingår i släktet Acalolepta och familjen långhorningar. Inga underarter finns listade i Catalogue of Life.